# Myiodynastes chrysocephalus
El bienteveo coronidorado  (Myiodynastes chrysocephalus), también denominado benteveo de barbijo (en Argentina), atrapamoscas corona dorada (en Perú) o benteveo de corona dorada es una especie de ave paseriforme de la familia Tyrannidae perteneciente al género Myiodynastes. Es nativo de regiones andinas del centro-oeste de América del Sur. 

## Distribución y hábitat
Se distribuye a lo largo de la cordillera de los Andes desde el norte de Perú, al sur del valle del Marañón, a través del oeste de Bolivia, hasta el noroeste de Argentina, en las provincias de Jujuy y Salta.
Esta especie es considerada poco común a localmente bastante común en algunas áreas, en sus hábitats naturales: el dosel y los bordes de bosques nubosos motanos o de estribaciones, especialmente común en claros abiertos por deslizamientos de tierra o caída de árboles dentro del bosque, o en claros mayores o pastajes de altitud con árboles dispersos cerca del bosque, y a lo largo de caminos o cursos de agua. Principalmente entre 1000 y 2800 m de altitud, pero en Bolivia entre 350 y 3100 m.

## Sistemática

### Descripción original
La especie M. chrysocephalus fue descrita por primera vez por el ornitólogo suizo Johann Jakob von Tschudi en 1844 bajo el nombre científico Scaphorhynchus chrysocephalus; su localidad tipo es: «Perú, restringido posteriormente para Chanchamayo, Junín».

### Etimología
El nombre genérico masculino «Myiodynastes» se compone de las palabras del griego «μυια muia, μυιας muias» que significa ‘mosca’, y «dunastēs » que significa ‘dictador’; y el nombre de la especie «chrysocephalus», se compone de las palabras del griego «khrusos» que significa ‘oro, dorado’, y «kephalē» que significa ‘cabeza’.

### Taxonomía
Anteriormente, esta especie fue considerada conespecífica con Myiodynastes hemichrysus y por mucho tiempo tratada como un complejo de tres subespecies que se extendía desde el norte de América del Sur. Ambas son especies hermanas, con base en análisis morfológicos y genético-moleculares, pero las relaciones entre las varias subespecies no estaban claras. Recientemente, mayormente con base en las similitudes de vocalización, las subespecies minor y cinerascens, tradicionalmente incluidas en la presente han sido asignadas a Myiodynastes hemichrysus, con lo cual la presente quedó monotípica.